# 張綬祖
張綬祖，江西奉新人，清朝政治人物。舉人出身。
道光十一年，接替鍾庚。署任江蘇荆溪縣知縣。后由陳增稔接任。